# إميل فون سيدو
إميل فون سيدو (بالألمانية: Emil von Sydow)‏ هو عالم رسم الخرائط ألماني وسويدي، ولد في 15 يوليو 1812 في فرايبرغ في ألمانيا، وتوفي في 13 أكتوبر 1873 في برلين في ألمانيا.